# بطولة باوليستا 1993
بطولة باوليستا 1993 هو موسم من بطولة باوليستا. أشرف على تنظيمه اتحاد باوليستا لكرة القدم ‏، وكان عدد الأندية المشاركة فيه 30، وفاز فيه نادي بالميراس.